# Альтернативные движения
Альтернативные движения — современные общественные движения, выдвигающие социально-экономические, экологические и другие программы, отличающиеся от официальных. 
Возникли на основе идей «новых левых» (включая таких мыслителей, как Герберт Маркузе, Эрих Фромм, Иван Иллич, Андре Горц, Тони Негри, Феликс Гваттари) в 70-х годах XX века во Франции, Западной Германии. Широко распространены в США, Японии, Канаде, Австралии. Сам принцип организации этих движений уже альтернативен принципам современной политики и экономики, так как отсутствует управление человеком со стороны бюрократического аппарата, либо менеджмента.
В основном предлагают пути решения вопросов, связанных с угрозой развития человечества. Альтернативные движения транснациональны, носят неформальный характер, отличаются разнообразием входящих в них социальных и этнических групп. В движениях культивируется принцип равноправия, неформальные отношения между его членами.
В конце XX века альтернативные движения появились в странах СНГ. В конце 1990-х годов появилось антиглобалистское / альтерглобалистское движение, направленное против определённых аспектов процесса глобализации в её современной форме.
Чётко выделяются два типа альтернативных движений. Первый из них — движения радикальные, направленные на столкновение с существующим режимом и порядком. Вторые — умеренные, которые реализуют свои цели через мирную конструктивную работу.
Примером альтернативного движения может служить Свободный город Христиания.